# Gösta Eberstein
Gustaf  "Gösta" Albert Eberstein, född 4 december 1880 i Norrköping, död 17 april 1975 i Danderyd, var en svensk jurist. Han var svärfar till Nils Thedin.
Gösta Eberstein var sonson till en fosterson till donatorn Christian Eberstein. Han var från 1909 gift med Agnes Montelius (1882–1969), dotter till häradshövdingen Henning Montelius och Hilda Bergman. Han var far till direktören Christian Eberstein.
Eberstein blev juris doktor 1910 och docent vid Stockholms högskola 1911 samt var 1916-48 professor där i privaträtt och finansrätt. Åren 1939–1947 var han prorektor vid Stockholms högskola. Eberstein biträdde justitiedepartementet vid utarbetandet av Förslag till lag om släktnamn 1912. Bland hans övriga skrifter märks Bidrag till läran om namn och firma enligt svensk rätt (1909), Om skatt på arf och gåfva enligt svensk rätt (1915), Den svenska författarrätten (2 häften 1923-25), samt Om skatt till stat och kommun (1929).
Eberstein hade en nyckelroll i utarbetandet av vår nuvarande upphovsrättslagstiftning, Lag om upphovsrätt till litterära och konstnärliga verk (1960:729). År 1938 kallade regeringen två sakkunniga att revidera den svenska upphovsrättslagen. Det blev hovrättspresidenten Birger Ekeberg och Gösta Eberstein, som sedan samlade en rad experter och intressenter i den s.k. Auktorrättskommittén som blev klar med sin utredning först 1956 (SOU 1956:25). Eberstein intresserade sig särskilt för upphovsrättsliga synpunkter på fotografin och skrev under utredningstiden en rättslig studie i ämnet, Fotografisk bild som alster av konst och vetenskap (1953).

## Tryckta skrifter
Se "Förteckning över professor Gösta Ebersteins skrifter 1909-1950" upprättad av Hillevi Vretblad, tryckt i Festskrift tillägnad Gösta Eberstein den 4 december 1950, Stockholm 1950, s. 591-602.